# Il est trop bien
Pour plus de détails, voir Fiche technique et Distribution.
Il est trop bien (He's All That) est une comédie romantique américaine réalisée par Mark Waters, sortie en 2021. Il s'agit d'un remake de la comédie Elle est trop bien (1999).
Après une première mondiale au NeueHouse (en) à Hollywood, en Californie, le 25 août 2021, il est diffusé dans le monde entier sur Netflix à partir du 27 août 2021.

## Synopsis
Après avoir fait un pari, une influenceuse spécialisée en relooking tente de transformer un de ses camarades de classe du lycée, qui se trouve être un vrai loser, en roi de la promo.[réf. souhaitée]

## Fiche technique
- Titre : Il est trop bien
- Titre original : He's All That
- Réalisation : Mark Waters
- Scénario : R. Lee Fleming Jr.
- Musique : Rolfe Kent
- Photographie : John Guleserian
- Montage : Travis Sittard
- Production : Bill Block, Jennifer Gibgot et Andrew Panay
- Société de production : Ethea Entertainment, Miramax, Netflix et Offspring Entertainment
- Pays :  États-Unis
- Genre : Comédie romantique
- Durée : 88 minutes
- Dates de sortie : 
  - Netflix : 27 août 2021

## Distribution
- Addison Rae (VF : Rebecca Benhamour) : Padgett Sawyer
- Tanner Buchanan (VF : Gauthier Battoue) : Cameron Kweller
- Madison Pettis (VF : Jessica Monceau) : Alden
- Rachael Leigh Cook (VF : Philippa Roche) : Anna Sawyer
- Matthew Lillard (VF : Boris Rehlinger) : le principal Bosch
- Peyton Meyer (VF : Oscar Douieb) : Jordan Van Draanen
- Myra Molloy (VF : Fanny Bloc) : Quinn
- Isabella Crovetti : Brin Kweller
- Annie Jacob (VF : Julia Boutteville) : Nisha Mandyam
- Andrew Matarazzo : Logan
- Vanessa Dubasso : Aniston
- Brian Torres : étudiant en chimie / serveur
- Romel De Silva : Sebastian Woo
- Dominic Goodman : Track
- Ryan Hollis : le père d'Alden
- Tiffany Simon : étudiante en chimie
- Kourtney Kardashian (VF : Anne Tilloy) : Jessica Miles Torres